# 데이비드 세멜
데이비드 세멜(David Semel)은 미국의 영화 및 텔레비전 감독이자 프로듀서이다.
텔레비전 부문에서는 스튜디오 60, 퍼슨 오브 인터레스트, 앨리 맥빌, 보스턴 퍼블릭, 제7의 천국 (드라마), 판타스틱 패밀리, 아메리칸 호러 스토리, 로즈웰 (드라마), 엔젤 (드라마), 뱀파이어 해결사 (드라마), 왓치맨 (드라마) 등의 시리즈에 참여했다. 또, 라이프 (2007년 드라마), 하우스 (드라마), 베벌리힐스 아이들, 도슨의 청춘일기 등에도 참여했다.
2007년, 세멜은 히어로즈 (드라마)의 파일럿 에피소드를 감독한 공로로 드라마 감독 부문 프라임타임 에미상의 수상 후보에 올랐다.
2017년 시리즈 스타 트렉: 디스커버리 프리미어 The Vulcan Hello를 감독했다.